# Desastres naturales en Japón
Japón es uno de los países más afectados por los desastres naturales. Dos de los cinco desastres naturales más costosos en la historia reciente se han producido en Japón, con un costo de $ 181 mil millones en los años 2011 y 1995 solamente. Japón también ha sido el sitio de algunos de los 10 peores desastres naturales del siglo XXI.o del siglo 21 Los tipos de desastres naturales en Japón incluyen tsunamis, inundaciones, tifones, terremotos, ciclones y erupciones volcánicas. El país ha pasado por muchos años de desastres naturales que afectan su economía, desarrollo y vida social. Uno de los terremotos que ha sufrido Japón es el terremoto de Kobe.   

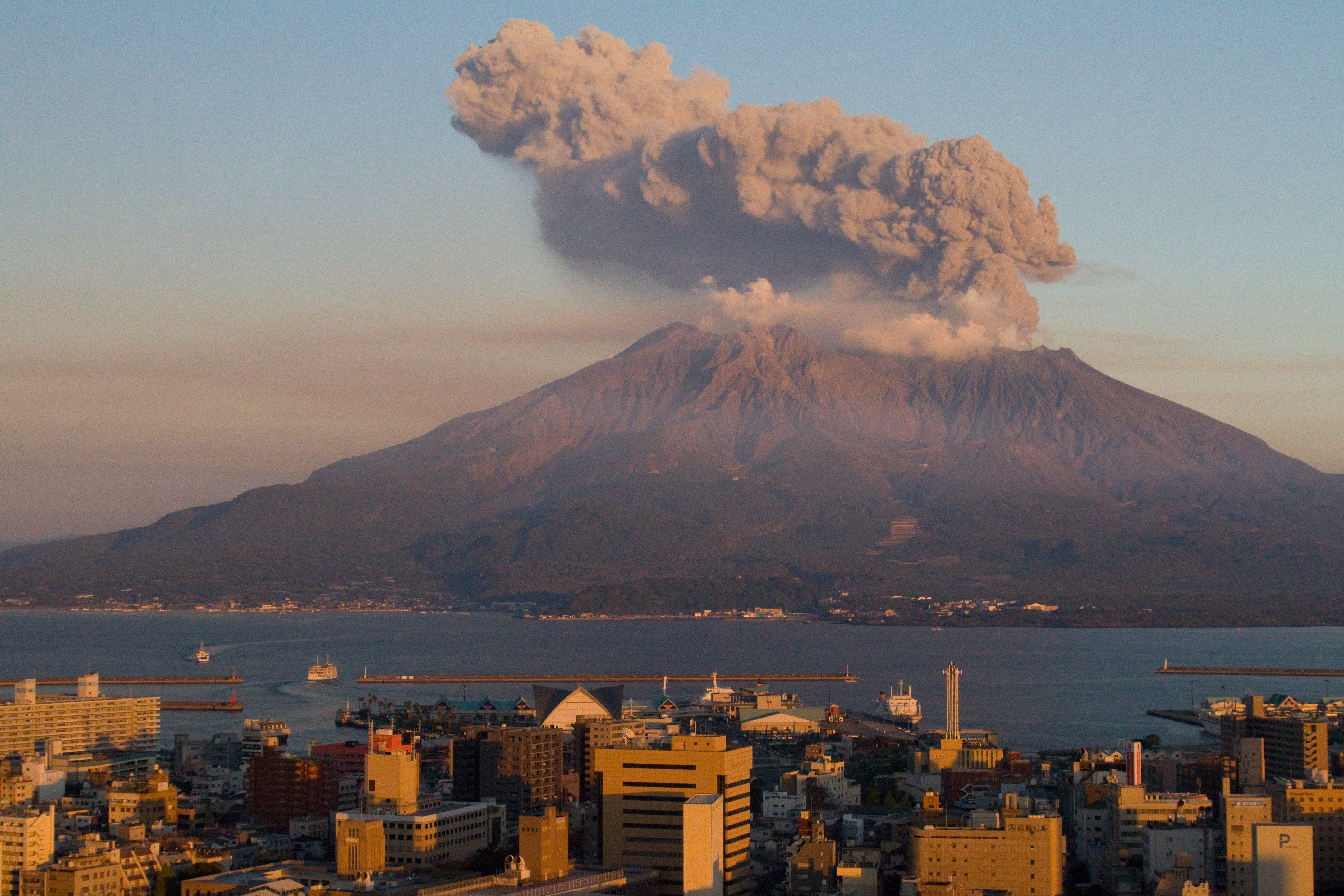
Volcán en Sakura-jima

## Terremotos
Japón ha tenido una larga historia de catástrofes sísmicas y actividad sísmica. Los terremotos son las vibraciones causadas por las rocas que se rompen bajo el estrés. La superficie subterránea a lo largo de la cual la roca se rompe y se mueve se llama plano de falla. Con el tiempo, las tensiones se acumulan debajo de la superficie de la tierra. De vez en cuando, se libera el estrés que resulta en la sacudida repentina y en algún momento desastrosa que llamamos terremoto. Los terremotos pueden causar temblores que pueden durar segundos o minutos. Además de eso, puede haber varios terremotos en un período de horas a semanas llamados réplicas, y la magnitud de los siguientes temblores disminuirá con el tiempo. Es importante conocer la magnitud del terremoto porque puede ser la clave si habrá réplicas. Por eso, la magnitud se puede medir en la escala de Richter, inventada por Charles F. Richter en 1934. La magnitud de Richter se calcula a partir de la amplitud de la onda sísmica más grande registrada para el terremoto. En los últimos veinte años, el terremoto más severo que se produjo fue el 10 de marzo de 2011 frente a la costa de Tohoku.

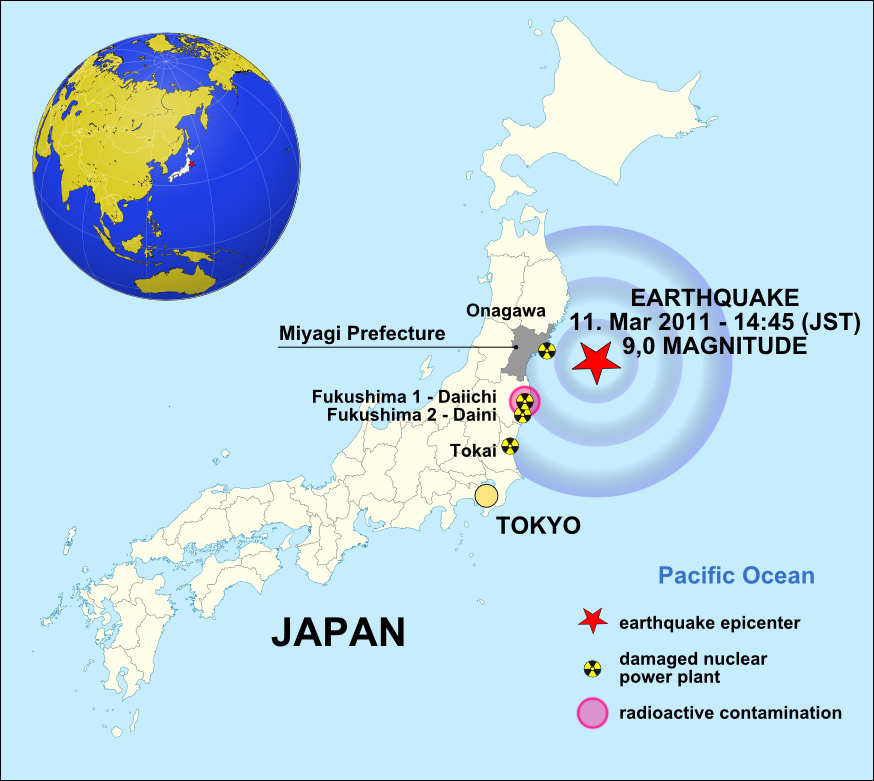
Terremoto de Japón

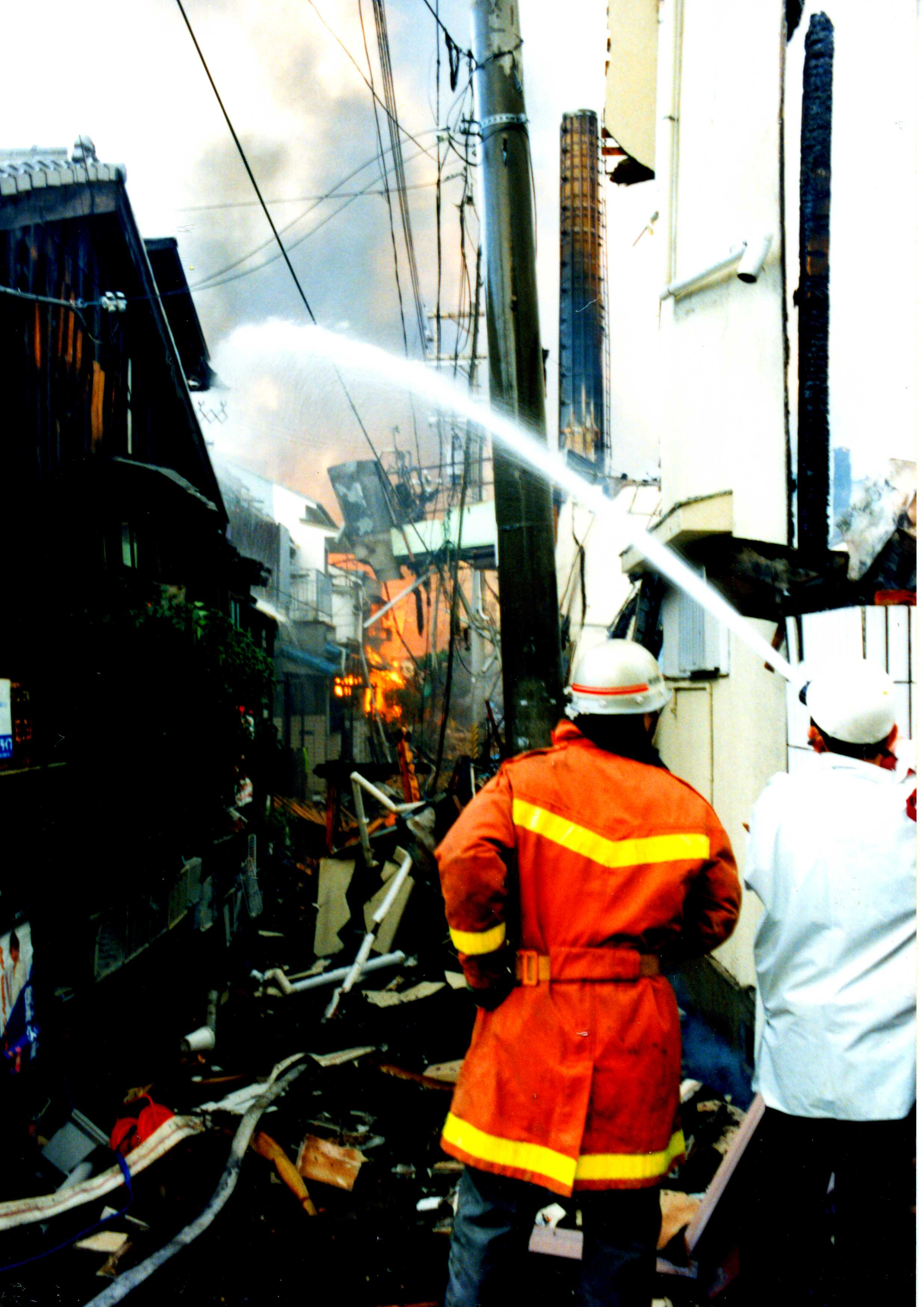
Después del terremoto

## Aludes de lodo
Un deslizamiento de lodo o flujo de lodo ocurre cuando las rocas, arena y tierra se aflojan y caen de las colinas y montañas debido a un terremoto, lluvia o nieve. En Japón, más de dos tercios de la tierra es montañosa y, por lo tanto, propensa a deslaves.

#### Monte Ontake
El 14 de septiembre de 1984, el terremoto de Otaki (magnitud 6.8) en la prefectura de Nagano, Japón, provocó un gran deslizamiento de lodo en la cara sur del Monte Ontake, que alcanzó velocidades de 80 ~ 100 km / h. Fuertes lluvias durante varios días antes del terremoto contribuyeron a causar el alud, conocido como "Ontake Kuzure", que cobró la vida de 29 personas. Después del desastre, se erigieron barreras contra deslizamientos de lodo en nueve lugares al pie del monte. Ontake.

#### Wakayama, Nara
En septiembre de 2011, el tifón n. ° 12, que se formó y fue nombrado el 25 de agosto, tocó tierra sobre Japón, trayendo fuertes lluvias a la montañosa península de Kii y causando un deslizamiento de lodo llamado "Shinsohokai" en Wakayama y Nara. "Shinsohokai" significa que no solo el suelo se derrumba, sino que también se hunde. En este caso, las casas se cubrieron con tierra y arena del alud y hubo muchos heridos y muertos.